# Passaggio del Mar Rosso (Sistina)

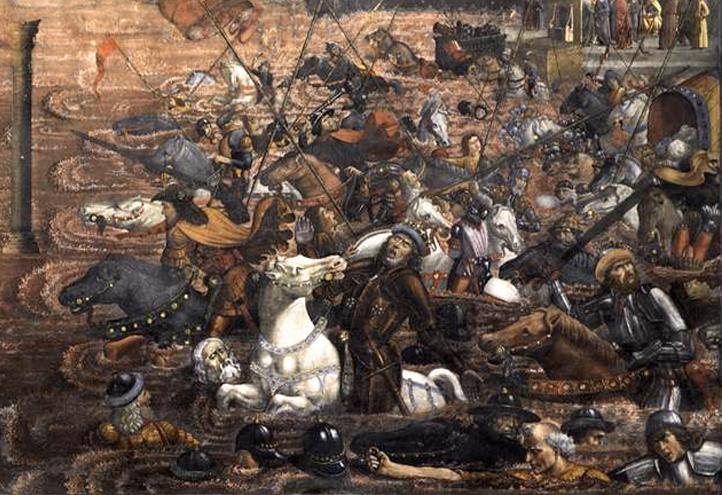
Dettaglio

Il Passaggio del Mar Rosso è un affresco (350x572 cm) di attribuzione incerta (Domenico Ghirlandaio o Cosimo Rosselli o Biagio di Antonio Tucci), realizzato tra il 1481 e il 1482 e facente parte della decorazione del registro mediano della Cappella Sistina in Vaticano.

## Storia
Il ciclo di affreschi quattrocenteschi della Cappella Sistina venne in larga parte eseguito tra la fine del 1480 e il 1482 da un team di artisti fiorentini inviati appositamente da Lorenzo il Magnifico per sanare i conflitti col papa e confermare il primato artistico-culturale di Firenze nell'Italia dell'epoca. Parteciparono all'impresa Sandro Botticelli, Domenico Ghirlandaio e Cosimo Rosselli, che si unirono al fiorentino "d'adozione" Perugino, probabilmente già a Roma. Ciascuno aveva al seguito numerosi assistenti, tra i quali si sarebbero poi distinti alcuni maestri di prim'ordine, tra cui Pinturicchio, Filippino Lippi, Piero di Cosimo. In seguito arrivò anche Luca Signorelli, che sostituì Perugino in partenza da Roma.
La decorazione stabiliva un parallelismo tra le Storie di Mosè (parete destra) e le Storie di Cristo (parete sinistra), narrando la trasposizione della legge divina dalle Tavole della Legge alla figura di Cristo e da questi, tramite l'episodio chiave della Consegna delle chiavi a san Pietro e i suoi discendenti, cioè il pontefice stesso. Si trattava quindi di una riaffermazione del fondamento e della sacralità del potere papale, con espliciti richiami anche a chi osava contraddirlo (evidenti nella scena della Punizione dei ribelli).
La scena del Passaggio del Mar Rosso è una di quelle di maggior difficoltà attributiva del ciclo: alcuni hanno fatto il nome del Ghirlandaio, attivo dopotutto in due sole scene, ma lo stile sembra rimandare piuttosto a Cosimo Rosselli e al suo assistente Biagio di Antonio Tucci.

## Descrizione e stile
La scena fa parte delle Storie di Mosè e, come altre del ciclo, mostra più episodi contemporaneamente. La sequenza comincia sullo sfondo a destra, dove Mosè e Aronne stanno supplicando il faraone di liberare il popolo d'Israele. Dopo che Dio manda dieci piaghe contro l'Egitto, il faraone finalmente cede, ma decide anche di inseguire con il suo esercito gli stranieri in partenza. Arrivati al Mar Rosso gli Israeliti assistono al miracoloso aprirsi delle acque per il loro passaggio, ma quando l'esercito si appresta ad attraversare a sua volta esse si richiudono sui soldati, inghiottendoli. Questo episodio è rappresentato in primo piano a destra, dove le acque "rosse" hanno avvolto i cavalieri, cogliendoli in vari atteggiamenti che esprimono con diversi gradi di intensità il loro sgomento: dall'urlo del faraone al centro, il più esasperato della scena, al più calmo tentativo di nuotare e raggiungere l'altra riva da parte delle teste in primo piano. La ricchezza di decorazioni e di linee curve crea un effetto confuso, frastagliato e mosso, che ben si lega con il carattere concitato delle scena, rendendo difficile distinguere chiaramente ciascun soggetto.
Davanti all'esercito si vede una colonna misteriosamente sospesa sulle acque: si tratta della rappresentazione del pilastro di fuoco che Dio inviò nell'esercito nemico per spaventarlo.

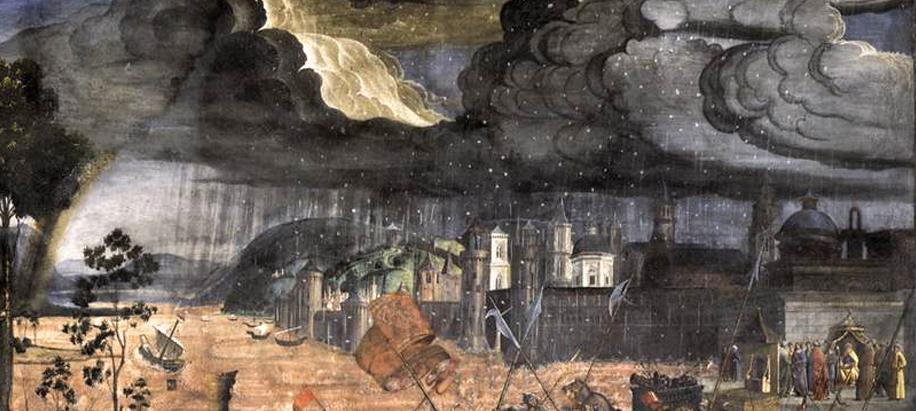
La tempesta

Intanto Dio colpisce la città egiziana con un diluvio, rappresentato come una rovinosa grandinata. La notazione atmosferica, rara nella produzione artistica del Quattrocento, è resa con efficacia, ad esempio nelle cupe ombre proiettate dalle nubi sulla città e nei gorghi dei nuvoloni in cui si proiettano già al centro dei raggi di sole, preannunciando la fine del supplizio una volta che il popolo d'Israele è messo in salvo. Infatti sulla sinistra compare anche un arcobaleno, oggi poco leggibile. Il modello più diretto offerto nella realizzazione dell'effetto è il Martirio di san Marco di Beato Angelico, dalla predella nel Tabernacolo dei Linaiuoli e alcune rappresentazioni di nubi nelle varie versioni di San Giorgio e il drago di Paolo Uccello.
A sinistra il popolo d'Israele, guidato dal giovane Mosè con la tipica veste gialla e mantello verde e col bastone del comando in mano, ha appena attraversato il Mar Rosso. La loro certezza della salvezza è testimoniata da alcune attività ludiche, come il suono di uno strumento a corda da parte della profetessa Miriam in primo piano, che alza un canto di ringraziamento a Dio. Essi continuano il loro viaggio scomparendo in lontananza verso sinistra, con una lenta processione punteggiata da dettagli naturalistici, come il cagnolino in primo piano, che sembra rimandare al corteo de Magi di Benozzo Gozzoli.